# Nazr Mohammed
Nazr Tahiru Mohammed (* 5. September 1977 in Chicago, Illinois) ist ein US-amerikanischer Basketballspieler, der von 1998 bis 2015 in der NBA aktiv war. Bei einer Größe von 2,08 Metern kam er hauptsächlich auf der Position des Centers zum Einsatz.
Der Sohn ghanaischer Einwanderer spielte zunächst drei Jahre für die University of Kentucky, mit denen er 1996 und 1998 die College-Meisterschaft gewann.
In der NBA spielte er für acht verschiedene Teams: Philadelphia 76ers (1998 bis 2001), Atlanta Hawks (2001 bis 2003), New York Knicks (2003 bis 2004), San Antonio Spurs (2004 bis 2006), Detroit Pistons (2006–2008), Charlotte Bobcats (2008–2011), die Oklahoma City Thunder (2011–2012), 2012 bis 2015 für die Chicago Bulls und 2016 erneut bei den Thunder.

## NBA-Karriere
Mohammed wurde im NBA Draft 1998 an 29. Stelle von den Utah Jazz ausgewählt und direkt zu den Philadelphia 76ers transferiert.
Sein Durchbruch in der NBA hatte er mit seinem Wechsel zu den Hawks im Jahre 2001, wo er direkt zum Stammspieler der Hawks wurde. In der Saison 2004/05 konnte Mohammed mit den Spurs die NBA-Meisterschaft erringen.
Mit dem Wechsel nach Oklahoma City 2011 sanken seine Spieleanteile; altersbedingt kam er nur noch zu sporadischen Einsätzen. Nach einmal Jahr in Oklahoma wechselte er im Juli 2012 zu den Chicago Bulls, wo er drei Spielzeiten lang aktiv war. Am 9. Oktober 2015 verkündete Mohammed zunächst seinen Rücktritt vom Profisport.
Im März 2016 nahm er seine Entscheidung zurück und unterschrieb einen Vertrag bis zum Saisonende bei den Thunder. In seiner letzten Spielzeit kam er jeweils zu fünf Kurzeinsätzen in der regulären Saison und in den NBA-Playoffs 2016.
In 1.005 NBA-Spielen (ohne Playoffs) brachte es Mohammed auf 5,8 Punkte und 4,7 Rebounds im Schnitt.